# Wiktor Petrowitsch Iwanow

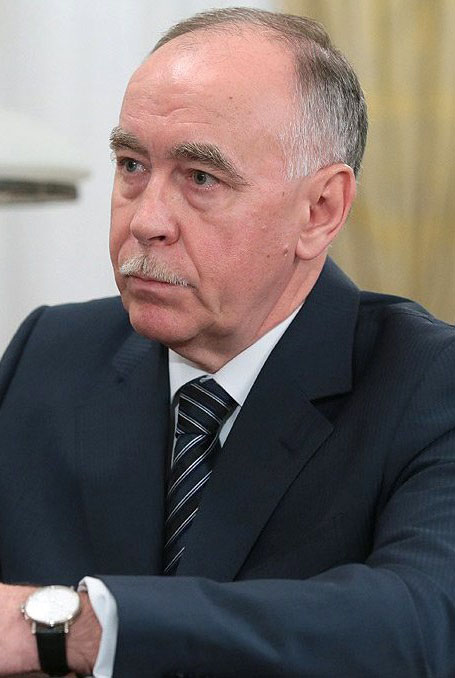
Wiktor Iwanow (2014)

Wiktor Petrowitsch Iwanow (russisch Виктор Петрович Иванов), (* 12. Mai 1950 in Nowgorod, Sowjetunion) ist ein russischer Politiker und ehemaliger Kollege Wladimir Putins beim Leningrader KGB und seinen Nachfolgern (1977 bis 1994). Von 2008 bis 2016 war er Direktor des Föderalen Drogenkontrolldienstes Russlands. Während Putins erster Amtszeit war er stellvertretender Leiter der Russische Präsidialverwaltung und für das Personal sowie die Planung der Reorganisation des Wirtschaftssektors verantwortlich. Er bekleidet den Rang eines Wirklichen Staatsrats 1. Klasse der Russischen Föderation.

## Leben
Von 1987 bis 1988 nahm Iwanow als KGB-Offizier am sowjetisch-afghanischen Krieg teil.
Im Oktober 1994 trat er aus dem FSB aus und wurde auf Empfehlung von Wladimir Putin an Bürgermeister Anatoli Alexandrowitsch Sobtschak zum Leiter des Verwaltungsstabs des Bürgermeisteramts von Sankt Petersburg ernannt, bis Sobtschak die Wahl 1996 verlor.
Iwanow leitete 1996 die russisch-amerikanische Firma Teleplus CJSC (auch Tele+ oder Telepljus; russisch: ЗАО „Телеплюс“) und war bis 1998 deren CEO. „Teleplus“ CJSC ist ein amerikanisch-russisches Unternehmen, das sich mit der Ausstrahlung und Installation von Sendern und Empfängern sowohl für die Satelliten- als auch für die terrestrische Kommunikation beschäftigt. Es hatte 30 Kanäle, darunter CNN und Euronews.
1999 trat er die Nachfolge von Nikolai Platonowitsch Patruschew als Leiter der Abteilung für innere Sicherheit des russischen FSB an. Seit dem 5. Januar 2000 ist er stellvertretender Leiter des Präsidialstabs für das von Wladimir Putin ernannte Personal. Iwanow gilt als einer von Putins engsten Vertrauten.
Im September 2001 ernannte der russische Premierminister Iwanow zum Vertreter des Staates in den Verwaltungsräten von NPO Antei und der NPO Almas, die Luftverteidigungssysteme entwickeln und produzieren, darunter S-300. Am 22. November 2001 wurde er zum Vorstandsvorsitzenden von Almas gewählt und leitete die Fusion von Almas und Antei ein. Seit Juni 2002 ist Iwanow Vorsitzender des Board of Directors des aus der Fusion hervorgegangenen OJSC Almas-Antei Konzerns. Seit dem 4. November 2004 ist er auch Vorstandsvorsitzender der Fluggesellschaft PAO Aeroflot.
Am 20. März 2014 veröffentlichte das Office of Foreign Assets Control (OFAC), dass Iwanow und 19 weitere Personen in die Liste Specially Designated Nationals and Blocked Persons aufgenommen wurden.